# Дјевојчице са шибицама
Дјевојчице са шибицама је југословенски телевизијски филм из 1991. године. Режирао га је Станко Црнобрња, а сценарио је писао Предраг Перишић.

## Улоге
| Глумац      | Улога    |
| ----------- | -------- |
| Ена Беговић | Сестра   |
| Миа Беговић | Сестра 2 |